# Power (álbum)
Power es el décimo álbum de estudio de la banda estadounidense de rock progresivo Kansas y fue publicado por la discográfica MCA Records.  Fue relanzado en formato de disco compacto en 2003 y 2012 por la misma compañía en los EE.UU, mientras que en Japón, fue la disquera Geffen Records quien lo relanzó en 2012.
Un año y medio después de que el grupo se separara al finalizar la gira de Drastic Measures, Steve Walsh decidió rehacer Kansas e invitó al baterista Phil Ehart y al guitarrista Rich Williams, ambos miembros originales de la banda.  Para completar la alineación se incluyó al guitarrista Steve Morse y al bajista Billy Greer (quien pertenecía a Streets, banda que fundó Walsh después de abandonar Kansas).
Power fue grabado en los Estudios de Grabación The Castle, en Franklin, Ténesi, Estados Unidos, masterizado en Sterling Sound y mezclado en los Estudios Lion Share, ubicados en Los Ángeles, California, EE. UU.  La Orquesta Filarmonía, dirigida por Andrew Powell, grabó en los Estudios Abbey Road, Londres, Inglaterra, Reino Unido.
Este álbum fue exitoso en los Estados Unidos, pues llegó a la 35.º posición de la lista Billboard 200, siendo el sexto álbum de la banda en alcanzar los primeros cuarenta lugares de este listado. Power también entró en las listas de popularidad en Canadá, colocándose en el lugar 92.º de los 100 mejores álbumes de la Revista RPM.
Los temas «All I Wanted», «Power» y «Can't Cry Anymore» fueron lanzados como sencillos de Power. «All I Wanted» fue un gran éxito en EE. UU., pues se ubicó en el lugar 10.º del Mainstream Rock Tracks, el lugar 19.º del Billboard Hot 100 y el 14.º puesto en la lista del Adult Comtemporary. «Power» entró en el Mainstream Rock y en el Hot 100, haciéndolo en el 38.ª y 84.ª posiciones respectivamente. Al contrario de los sencillos anteriores, «Can't Cry Anymore» no consiguió colocarse en las listas estadounidenses.
En Canadá, «All I Wanted» también fue exitoso, de hecho, entró en dos listas de la Revista RPM: Top 100 Singles y Adult Contemporary. En la primera llegó al 75.º lugar, mientras que en la de Adult Comtemporary alcanzó el 10.º puesto.  A diferencia de lo que ocurrió en listas del Billboard estadounidense, «Can't Cry Anymore» si logró entrar en los listados canadienses, pues lo hizo en la posición 29.ª y permaneció durante dos semanas en dicho puesto y tres en esta lista.

## Recepción de la crítica
La reseña que dio a este álbum el crítico de Allmusic Bret Adams fue positiva, aunque empezó diciendo lo siguiente: 

«Este álbum no tiene la resemblanza del viejo estilo de Kansas; de hecho, se escucha más hard rock y pop que rock progresivo».

En la revisión de este disco, Adams alabó los temas «Silhouettes in Disguise», «Power» y «All I Wanted», que aunque con un sonido más pop, según su criterio, eran grandes canciones. Por último, mencionó: 

«Power podría somprender a los fieles seguidores de Kansas con su cambio musical, pero que con la incorporación de Steve Walsh a la banda le daría una interesante (si no es que corta) nueva dirección».

## Lista de canciones

### Lado A
| Side one |                           |                           |          |  |
| N.º      | Título                    | Escritor(es)              | Duración |  |
| 1.       | «Silhouettes in Disguise» | Steve Walsh / Steve Morse | 4:26     |  |
| 2.       | «Power»                   | Walsh / Morse             | 4:25     |  |
| 3.       | «All I Wanted»            | Walsh / Morse             | 3:20     |  |
| 4.       | «Secret Service»          | Walsh / Morse             | 4:42     |  |
| 5.       | «We're Not Alone Anymore» | Walsh / Morse             | 4:16     |  |

### Lado B
| Side two |                      |                             |          |  |
| N.º      | Título               | Escritor(es)                | Duración |  |
| 1.       | «Musicatto»          | Walsh / Morse               | 3:30     |  |
| 2.       | «Taking in the View» | Walsh / Morse               | 3:06     |  |
| 3.       | «Three Pretenders»   | Walsh / Morse / Billy Greer | 3:50     |  |
| 4.       | «Tomb 19»            | Walsh / Morse               | 3:46     |  |
| 5.       | «Can't Cry Anymore»  | Tim Smith / Van Temple      | 4:01     |  |

## Créditos

### Kansas
- Steve Walsh — voz principal y teclados
- Steve Morse — guitarra y coros
- Rich Williams — guitarra
- Billy Greer — bajo y coros
- Phil Ehart — batería

### Músicos adicionales
- La Orquesta Filarmonía conducida por Andrew Powell
- Doug Baker — coros
- Travis Bradford — coros
- Rob Henson — coros
- Cliff Jones — coros
- Merle McLain — coros
- Jerome Olds — coros
- Solomon Olds — coros
- Yonrico Scott — coros

### Equipo de producción
- Andrew Powell — productor
- Phil Ehart — productor ejecutivo
- Mike Sheady — ingeniero de sonido
- Nigel Walker — ingeniero de sonido y mezclador
- Geroge Marino — masterizador
- Humberto García — mezclador (en la canción «All I Wanted»)
- Budd Carr — administración
- Vartan — director de arte
- Jim Shea — fotógrafo

## Posicionamiento

### Álbum
| Año  | País           | Lista              | Posición máxima |
| ---- | -------------- | ------------------ | --------------- |
| 1986 | Canadá         | Top 100 Albums RPM | 92.º            |
| 1987 | Estados Unidos | Billboard 200      | 35.º            |

### Sencillos
| Año  | País           | Sencillo            | Lista                  | Posición máxima |
| ---- | -------------- | ------------------- | ---------------------- | --------------- |
| 1986 | Estados Unidos | «All I Wanted»      | Billboard Hot 100      | 19.º            |
| 1986 | Estados Unidos | «All I Wanted»      | Mainstream Rock Tracks | 10.º            |
| 1987 | Estados Unidos | «All I Wanted»      | Adult Contemporary     | 14.º            |
| 1987 | Estados Unidos | «Power»             | Billboard Hot 100      | 84.º            |
| 1987 | Estados Unidos | «Power»             | Mainstream Rock Tracks | 38.º            |
| 1987 | Canadá         | «All I Wanted»      | Top 100 Singles RPM    | 75.º            |
| 1987 | Canadá         | «All I Wanted»      | Adult Contemporary     | 10.º            |
| 1987 | Canadá         | «Can't Cry Anymore» | Adult Contemporary     | 29.º            |